# JUST DANCE Wii U
JUST DANCE Wii U(저스트 댄스 위 유)는 2014년 유비소프트에서 개발하고 닌텐도에서 Wii U용으로 출시한 댄스 리듬 게임이다. 유비소프트에서 출시한 저스트 댄스 시리즈의 세 번째 일본어 작품으로, 2014년 2월 14일 닌텐도 다이렉트에서 공개되었으며 일본에서만 독점적으로 2014년 4월 3일에 출시되었다.

## 평가
| 평가                                     |       |
| ---------------------------------------- | ----- |
| 평론 점수 평론사 점수 패미츠 32/40 [ 1 ] |       |
| 평론 점수                                |       |
| 평론사                                   | 점수  |
| 패미츠                                   | 32/40 |